# 中國—薩摩亞關係
中國—薩摩亞關係（英語：China–Samoa relations）是指中華人民共和國和薩摩亞之間的外交關係，兩國於1975年11月6日建交。

## 歷史
2007年，中華人民共和國政府為薩摩亞提供X光機和少量義務醫生。2008年，中國為薩摩亞捐出超過136萬歐元支援其教育政策。
2008年西藏騷亂以後，薩摩亞立法機關的發言人表示，外國領導人不應干涉中國內政，因此不應與達賴喇嘛會面。
2008年6月，薩摩亞宣佈會在中國和日本設立外交機構，是該國首個位於亞洲的外交機構。
2014年11月，中共中央總書記兼中國國家主席習近平在斐濟楠迪同薩摩亞總理圖伊拉埃帕會晤，雙方建立相互尊重、共同發展的戰略夥伴關係。
2018年11月，中共中央總書記兼中國國家主席習近平在巴布亞新幾內亞莫爾斯比港同薩摩亞總理圖伊拉埃帕會晤，雙方建立相互尊重、共同發展的全面戰略夥伴關係。

## 經貿關係
2022年中薩雙邊貿易額為1.25億美元，同比增長22.6％。其中，中國出口額為1.25億美元，同比增長22.5%；進口額為95萬美元，同比增長46.94％。中國向薩摩亞主要出口機電產品和農產品，主要進口漁產品。
2018年4月，薩摩亞成為亞洲基礎設施投資銀行正式成員。
2018年9月，中國和薩摩亞兩國政府簽署《中華人民共和國政府與薩摩亞獨立國政府關於共同推進絲綢之路經濟帶和21世紀海上絲綢之路建設的諒解備忘錄》。

## 文化關係
自80年代中期以来，高等教育机构的学生享受中国奖学金到中國学习。目前，在中国就读的萨摩亚学生人数有64人。
2006年4月，中國批准薩摩亞為中國公民出境旅遊目的地國。 2008年11月，中國和薩摩亞兩國政府簽署《中華人民共和國國家旅遊局與薩摩亞獨立國旅遊局關於中國旅遊團隊赴薩摩亞旅遊實施方案的諒解備忘錄》。
2025年1月23日两国签署互免签证协定，于2025年4月2日起生效。协议规定单次停留不超过30日，每180日累计停留不超过90日。

## 外部連結
- 中華人民共和國駐薩摩亞獨立國大使館官方網站（简体中文）（英文）
- 薩摩亞駐華大使館官方網站（简体中文）（英文）